# Wilsondam
De Wilsondam is een stuwdam in de rivier de Tennessee. De dam ligt tussen  Lauderdale County en Colbert County in het noordwesten van de Amerikaanse staat Alabama. Achter de dam ligt Wilsonmeer. 
Op de plaats van de dam lag een ondiepte met stroomversnellingen, Muscle Shoals, die de scheepvaart hinderde. Een kanaal werd aangelegd om de schepen langs de ondiepte te voeren, maar dit was niet succesvol.
In 1918 werd met de bouw van de dam begonnen. President Woodrow Wilson gaf hiertoe opdracht om het leger aan grondstoffen voor explosieven te helpen. Bij de bouw waren meer dan 18.000 mensen betrokken. De Eerste Wereldoorlog kwam ten einde voor de dam gereed was en de bouw werd aanzienlijk vertraagd. De dam kwam pas in 1924 deels gereed en de totale kosten werden geraamd op ruim 100 miljoen dollar. Voor het scheepvaartverkeer was er een schutsluis met twee sluiskolken. In twee stappen werden de schepen zo’n 29 meter verticaal verplaatst. In september 1925 werd de eerste elektriciteit opgewekt.
De oorlog was ten einde en de regering had geen behoefte meer aan de nitraatfabrieken. Ze konden ook worden gebruikt voor de productie van kunstmest, maar dit was geen overheidstaak. In 1921 deed Henry Ford een bod van vijf miljoen dollar op het geheel. Hij beloofde de streek industrieel te ontwikkelen en daarmee veel banen te creëren. Het bod was echter zo laag dat het veel weerstand opriep onder andere van senator George Norris. De zaak bleven jaren slepen en door de Grote Depressie en de New Deal van president Roosevelt werd in 1933 de Tennessee Valley Authority opgericht en deze instantie kreeg het beheer over de dam en waterkrachtcentrale.
In 1959 werd een nieuwe schutsluis gebouwd. In plaats van twee sluiskolken was er een grote waarmee de schepen in een keer op het gewenste niveau werd gebracht. De grootste sluis is 180 meter lang en 34 meter breed. Er is ook een kleinere sluis van 90 meter lang en 18 meter breed. 
In de dam ligt een waterkrachtcentrale met een totaal opgesteld vermogen van 663 megawatt (MW) verdeeld over 21 turbines.